# Little Harbour East (Avalon)
Little Harbour East is een dorp en local service district in de Canadese provincie Newfoundland en Labrador. De plaats ligt op het eiland Newfoundland, op de landengte van het schiereiland Avalon. De plaats wordt ook kortweg Little Harbour genoemd.

## Geschiedenis
In 1981 kreeg Little Harbour (East) voor het eerst beperkt lokaal bestuur doordat de plaats een local service district werd.

## Geografie
Little Harbour East ligt aan de westkust van de Landengte van Avalon. De toegangsweg van het dorp is Main Road, een 5 km lange weg die aansluit op de Trans-Canada Highway (NL-1). Het meest nabijgelegen buurdorp is Southern Harbour, dat 8 km naar het noorden toe ligt (op een rijafstand van 17 km).

## Demografie
Demografisch gezien is de designated place Little Harbour East, net zoals de meeste kleine dorpen op Newfoundland, aan het krimpen. Tussen 1991 en 2016 daalde de bevolkingsomvang van 184 naar 76. Dat komt neer op een daling van 108 inwoners (-58,7%) in 30 jaar tijd.
| Demografische ontwikkeling van Little Harbour East tussen 1991 en 2021 |
| ---------------------------------------------------------------------- |
|                                                                        |
| Bron: Statistics Canada (1991–1996, 2001–2006, 2011–2016, 2021)        |